# Karnawal
Karnawal es un pueblo y nagar Panchayat situado en el distrito de Meerut en el estado de Uttar Pradesh (India). Su población es de 11663 habitantes (2011). 

## Demografía
Según el censo de 2011 la población de Karnawal era de 11663 habitantes, de los cuales 6296 eran hombres y 5367 eran mujeres. Karnawal tiene una tasa media de alfabetización del 77,36%, superior a la media estatal del 67,68%: la alfabetización masculina es del 86,81%, y la alfabetización femenina del 66,50%.